# Loppersum
Loppersum este o comună și o localitate în provincia Groningen, Țările de Jos. 

## Localități componente
Eekwerd, Eekwerderdraai, Eenum, Fraamklap, Garrelsweer, Garsthuizen, Hoeksmeer, Honderd, Huizinge, Kolhol, Leermens, Loppersum, Lutjerijp, Lutjewijtwerd, Merum, Middelstum, Oosterwijtwerd, Startenhuizen, Stedum, Stork, Toornwerd, Westeremden, Westerwijtwerd, Wirdum, Wirdumerdraai, 't Zandt, Zeerijp, Zijldijk.